# Exoneratiebeding
Een exoneratiebeding of exoneratieclausule is een beding waarmee getracht wordt een wettelijke verplichting tot schadevergoeding, ontstaan door een toerekenbare tekortkoming of onrechtmatige daad, uit te sluiten of te beperken.
Voorbeelden van exoneratieclausules zijn bordjes die worden opgehangen bij garderobes en sportcentra waarop wordt aangegeven dat de directie geen aansprakelijkheid aanvaardt voor schade of diefstal (vaak staat er ten onrechte dat de directie zich niet aansprakelijk stelt). Exoneratiebedingen worden ook vaak opgenomen in de algemene voorwaarden van overeenkomsten en onder de naam disclaimer op webpagina's. In de praktijk worden exoneratieclausules vaker bedongen dan wettelijk mogelijk is. Het ophangen van een bordje waarop aansprakelijkheid wordt uitgesloten voorkomt niet altijd dat men toch aansprakelijk wordt gesteld. Een beroep op exoneratie is niet altijd louter op basis van een bordje of van een clausule in een overeenkomst toegestaan.
Om een beroep op een exoneratiebeding te kunnen honoreren moet in de eerste plaats vast staan of de partijen vooraf voldoende op de hoogte waren van het beding en ermee akkoord gingen. Het beroep op het beding slaagt niet als de benadeelde partij aannemelijk kan maken dat hij een daartoe strekkend bordje niet heeft opgemerkt, of als folders of informatiemateriaal waarin het beding werd kenbaar gemaakt niet zijn uitgereikt. Een ondernemer die zijn aansprakelijkheid via bordjes of foldertjes wil uitsluiten of beperken zal zijn klanten dus expliciet op deze informatie moeten wijzen.
Ook als de benadeelde partij wel op de hoogte was van het exoneratiebeding en ermee heeft ingestemd, kan het beding toch niet altijd uitsluiting of beperking van aansprakelijkheid bewerkstelligen. Een exoneratiebeding dat is opgenomen in een overeenkomst kan namelijk in strijd zijn met de goede zeden of de openbare orde. Dat betreft bijvoorbeeld exoneratiebedingen die bewuste roekeloosheid of opzettelijke nalatigheid beogen toe te staan. Dergelijke bedingen zijn niet rechtsgeldig. Ook spelen overwegingen van redelijkheid en billijkheid een rol. Men kan zich niet simpelweg middels een eenzijdige wilsverklaring van eigen plichten en verantwoordelijkheden ontslaan. Een bordje bij een garderobe met de tekst "De directie aanvaardt geen aansprakelijkheid voor zoekgeraakte eigendommen" (vaak staat er: "... stelt zich niet aansprakelijk ...") kan dan ook aan de klanten van een horeca-etablissement niet worden tegengeworpen bij diefstal door het personeel. Evenmin heeft het zin aan het wegverkeer deel te nemen met een bord op het voertuig waarmee de bestuurder meedeelt dat hij zijn aansprakelijkheid voor eventuele schade uitsluit. De rechter bepaalt wanneer er sprake is van een onredelijke of onbillijke situatie. Zo zal een beroep op een exoneratieclausule niet slagen als de schade onevenredig groot en onverzekerbaar is en als er sprake is van opzet of grote nalatigheid door de partij die aansprakelijk wordt gesteld. Ook waar een ondernemer het verplicht stelt de garderobe te gebruiken, kan een beroep op uitsluiting van aansprakelijkheid niet slagen. De ondernemer, die inbewaringname eist, is gehouden er als een 'goed huisvader' op te letten.